# Agence européenne des produits chimiques

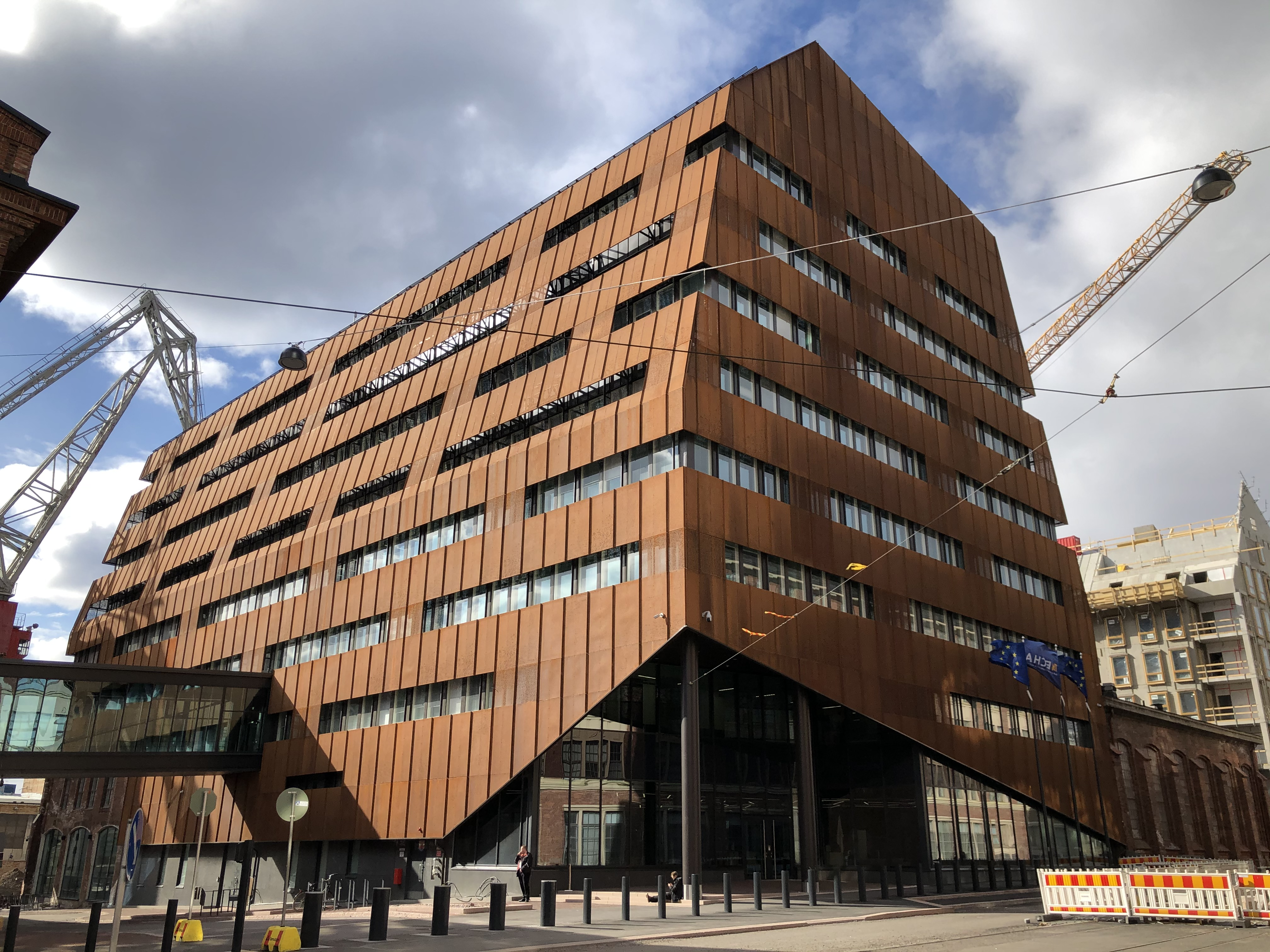
Les locaux de l'Agence européenne des produits chimiques à Helsinki

L’Agence européenne des produits chimiques (AEPC ; en anglais : European Chemicals Agency, ECHA) est une agence européenne créée par le règlement enregistrement, évaluation et autorisation des produits chimiques (REACH, pour Registration, Evaluation, Authorization and restriction of CHemicals, en anglais). 
L'agence a été créée le 18 décembre 2006 (date de la signature du règlement REACH) et a ouvert ses portes le 1er juin 2007 (date d'entrée en vigueur du règlement). Elle est basée à Helsinki (Annankatu 18), en Finlande. Elle a le rôle de régulateur des substances chimiques. En fonction des données des entreprises référencées dans le cadre du REACH, elle évalue la dangerosité des actifs chimiques.

## Bases légales
« Titre X
L'Agence
Article 75
Institution et réexamen
1. Il est institué une Agence européenne des produits chimiques aux fins de la gestion, et dans certains cas, de la mise en œuvre des aspects techniques, scientifiques et administratifs du présent règlement et en vue d'en garantir la cohérence au niveau communautaire. »

## Objectifs
L'agence doit répondre à deux objectifs, pouvant parfois apparaitre contradictoires :
- contribuer à garantir un niveau élevé de protection de la santé humaine et l'environnement, y compris par la promotion des méthodes et solutions alternatives, par l'évaluation des risques liés aux substances chimiques, ainsi qu'induits par la libre circulation des substances sur le marché intérieur, tout en améliorant la compétitivité et l'innovation.
- s'assurer de la crédibilité de la législation sur les produits chimiques, des processus décisionnels et bases scientifiques, pour toutes les parties prenantes et le grand public. Enfin, elle doit coordonner la communication concernant le règlement REACH et sa mise en œuvre.

## Rôle
- Gérer et mener à bien les aspects techniques, scientifiques et administratifs du règlement REACH (procédures d'enregistrement, d'évaluation, d'autorisation et de restriction relatives aux substances chimiques,
- Assurer la cohérence au niveau communautaire en ce qui concerne ces aspects ;
- Fournir aux États membres et aux institutions de l'Union les meilleurs connaissances scientifiques et conseils techniques et scientifiques possibles sur ces questions.
- Effectuer la classification et l'étiquetage des substances chimiques découlant du règlement CLP (CE) n° 1272/2008

## Gouvernance
Elle est assurée par :  
- un conseil de gestion (management board), qui associe :
  - 27 membres provenant des États membres de l'UE,
  - 6 représentants de la Commission, dont 3 membres sans droit de vote (nommé pour représenter les parties intéressées),
  - 2 représentants du Parlement européen.

Remarque : La cour des comptes européenne a fait remarquer que la surreprésentation des États était une source de risque de conflit d'intérêts.
- Une chambre de recours ; elle doit garantir le traitement équitable des recours faits par toute partie affectée par les décisions de l'AEPC, et qui doit conclure sur ces recours ; 
  - Elle est statutairement composée d'un président et de deux membres qui sont employés de l'AEPC ;
  - En outre, le conseil d'administration a nommé des membres suppléants et d'autres qui ne sont pas des employés de l'AEPC (ce qui induit aussi selon la cour des comptes un risque supplémentaire de conflit d'intérêts).

- Organes consultés (Comités, Panels, conseils consultatifs, forums)
  - Un comité d'évaluation des risques (Committee for Risk Assessment) ;
  - Un comité représentant les États membres ;
  - Un comité d'analyse socio-économique ;
  - Forum d'échange d'informations sur l'application de Reach, qui coordonne un réseau d'autorités des États-membres chargées de l'application du règlement REACH.

## Décisions
L’Agence européenne des produits chimiques, en indiquant le 15 mars 2017 qu'elle ne classait pas le glyphosate, principe actif du Roundup parmi les substances cancérogènes (avérées), « prend ainsi le contre-pied de l’Organisation mondiale de la santé et ouvre la voie à une réautorisation du produit en Europe ». Cette dernière, plus précisément le CIRC, l’a classé en 2015 dans la catégorie 2A comme cancérogène probable, donc ni cancérogène avéré (catégorie 1), ni cancérogène possible (catégorie 2B).

## Critiques

### Soupçons de conflits d'intérêts
Pour éviter les situations de conflit d'intérêts et protéger la gouvernance de l'Agence de toute interférence politique ou de pressions de lobbys industriels, les décisions de l'Agence doivent être prises par une autorité neutre et indépendante, dotée des compétences nécessaires. 
Aussi seront-elles prises par le directeur exécutif de l'agence, théoriquement lui-même placé sous la tutelle d'une instance d'appel indépendante, chargée de contrôler la bonne application du règlement et des mesures d'exécution correspondantes adoptées par la Commission européenne. Le directeur exécutif est nommé par le conseil d'administration de l'agence, composé de représentants des États membres et de la Commission, qui doit, sous le contrôle de cette dernière, définir les priorités, fixer le budget et surveiller le fonctionnement de l'agence[réf. nécessaire].
En 2012, un audit européen de la cour des comptes européenne a cependant constaté un défaut de dispositif de prévention et/ou résolution des conflits d'intérêts au sein de l'Agence (ainsi que dans 3 autres agences européennes devant également « prendre des décisions importantes concernant la sécurité et la santé des consommateurs » (Agence européenne de la sécurité aérienne (EASA), l'Agence européenne de sécurité des aliments (AESA) et l'Agence européenne des médicaments (AEM)). La cour reconnait certes les progrès faits, et que l'Agence a mis en place certaines procédures pour limiter le risque de conflits d'intérêts, mais avec des « lacunes importantes ».
Une soixantaine d'associations de la société civile, parmi lesquelles Greenpeace, alertent le 6 mars 2017 l'agence sur les conflits d'intérêts touchant plusieurs de ses membres, au moment où l'agence doit rendre un rapport sur le glyphosate. Plusieurs des experts de l'agence travaillent ou ont travaillé comme consultants pour l'industrie chimique. « Pour les organisations signataires, les experts pointés sont donc, selon les propres critères de l’ECHA, en situation de conflits d’intérêts », mais selon l'agence, si les experts « offrent des services de consultance à l’industrie, [c'est] une pratique normale ».

### Méthodologie et études non publiées
L'Agence fonde ses expertises sur des études scientifiques comme sur des études financées et fournies par les industriels, et qui ne sont pas publiées. Pour Greenpeace, « il faut mettre fin à l’utilisation des études non-publiées qui viennent de l’industrie, afin que les décisions des agences européennes puissent être vérifiées indépendamment ».

### Faible efficacité des normes Reach
Le 21 mai 2019, la fédération allemande pour l'environnement et la protection de la nature (Bund) révèle en utilisant les données fournies par l'agence fédérale de l'environnement allemande comme par l'Agence européenne des produits chimiques que 654 entreprises opérant en Europe ne respectent pas, entre 2014 et 2019, le protocole européen d'enregistrement, évaluation et autorisation des produits chimiques, censé protéger la santé et l'environnement des Européens. Ces entreprises emploient massivement des substances de synthèse interdites et potentiellement dangereuses,,.

## Sources

## Compléments